# Centralkomiteen i Koreas Arbejderparti
Centralkomitéen i Koreas Arbejderparti (조선로동당 중앙위) er det ledende organ inde nfor det nordkoreanske kommunistparti Koreas Arbejderparti(KAP). Ifølge partiets regler er det centralkomitéen som imellem partiets kongresser dikterer partiets retning. Centralkomitéen vælges på partiets egne kongresser; den nuværende komité er den sjette og blev valgt på den 6. kongres i KAP i 1980.
39°00′57″N 125°44′26″Ø / 39.0158°N 125.7406°Ø